# 平板支撑
平板支撑（plank）又稱棒式、撐舉、撐高、撐平板，是一種等长核心強度運動，會讓身體維持在一個費力的姿勢，且要維持相當一段時間。常見的平板支撑是前支撑，維持俯卧撑的姿勢，身體重量由前臂、手肘及脚趾支持。
平板支撑也有一些變體，像是側支撑或是背支撑。在彼拉提斯及瑜伽中常練習平板支撑（瑜伽中稱“棒式”），在像拳擊或其他運動的練習也會用到。
平板支撑可以訓練腹部、背部及肩膀，鍛鍊到的肌肉有：
- 主要肌肉：豎脊肌、腹直肌及腹横肌（英语：transversus abdominis muscle）[來源請求]。
- 輔助肌肉（增效肌/节段稳定肌肉（英语：segmental stabilizers））：斜方肌、菱形肌、旋轉肌群、前，内侧和后侧三角肌、胸大肌、前鋸肌、臀大肌、股四頭肌及腓腸肌[來源請求]。

側支撑鍛鍊到的肌肉有：
- 主要肌肉：腹横肌（英语：transversus abdominis muscle）、臀中肌及臀小肌、髋关节内收肌群（英语：adductor muscles of the hip）、外斜肌及內斜肌[來源請求]。
- 輔助肌肉：臀大肌、股四頭肌及腿後腱[來源請求]。

根據金氏世界紀錄，平板支撑的最久紀錄是由美國退休老兵喬治·胡特（George Hood）於2020年達成，長達8小時15分15秒。事實上早在兩年前，胡特就已在一場由推動世界紀錄（ASSIST World Records）舉辦的活動中創下10小時10分鐘10秒的平板支撐紀錄，但當時並沒有金氏世界紀錄的認證官在場，因此這筆紀錄並沒有被金氏世界紀錄收錄。

## 外部連結
- 维基共享资源上的相關多媒體資源：平板支撑